# List do Pizonów
List do Pizonów, znany jako Ars Poetica – dzieło Horacego, formułujące zasady stylu klasycznego, czyli opartego na harmonii, znajomości tradycji i zachowującego wewnętrzny umiar. Najważniejszymi cechami utworu były: spójność, zdolność do panowania nad emocjami czytelników i roztropność.
Tekst powinien również być wierny dwóm zasadom:
1. Zasada docere et delectare - takie kształtowanie utworów, by mogły równocześnie uczyć i bawić czytelnika;
2. Zasada ut pictura poesis - poezja powinna być jak malowidło, czyli wiernie odtwarzać rzeczywistość.